# Паток (Мазовецьке воєводство)
Паток (пол. Patok) — село в Польщі, у гміні Калушин Мінського повіту Мазовецького воєводства.
Населення — 163 особи (2011).
У 1975—1998 роках село належало до Седлецького воєводства.

## Демографія
Демографічна структура станом на 31 березня 2011 року:
|          | Загалом | Допрацездатний вік | Працездатний вік | Постпрацездатний вік |
| -------- | ------- | ------------------ | ---------------- | -------------------- |
| Чоловіки | 83      | 26                 | 50               | 7                    |
| Жінки    | 80      | 21                 | 45               | 14                   |
| Разом    | 163     | 47                 | 95               | 21                   |